# Зоя Ботева
Зоя Ботева е български художник, илюстратор, дизайнер на книги.

## Биография и творчество
Родена в София. Завършва Художествената академия „ВИИИ Николай Павлович“ през 1975 г. Работи като преподавател, художник-дизайнер в модна къща „Рила“ и повече от 17 години в издателския сектор, като художник-редактор в „Издателство БЗНС“, а след 1989 г. е главен художник на „Издателска къща Цанко Церковски“.
Сътрудничи на издателства: „Народна просвета“, „Военно издателство“, „Профиздат“, „Сибия“ и др.
Оформя и илюстрира учебници и книги на видни български и чужди писатели като – Й. Радичков, Антон Дончев, Свобода Бъчварова, Ник. Статков, И. Лачева, Сл. Трънски, Мопасан, Алина Репес, Доленга Мостович и други.
Художник и худ.-редактор е на книгите на първия президент на България – д-р Жельо Желев – „Фашизма“-2 издание и „Релакционна теория за човека“.
Художник е на детски книжки за оцветяване „Аз уча буквите“, „Аз уча 1,2,3..“, „Рисувай с нас“ и др. на издателство „Ина“ и „Тато“.
За нейната творческа и обществена дейност има интервюта във вестниците „Земеделско знаме“ бр. 12 от 23 – 29 март 2007 г. -
„Земеделците сме като жива рисунка-цветни и извън калъпа“ 
и във в. „Кураж“ год XVI – бр. 10-октомври 2007 г. – „Духовният и дружеският свят на Зоя“)}}
Последните години се занимава с преподавателска дейност. Обучава деца и ученици за кандидастване в художествени училища.
В същото време рисува активно илюстрации, икони и маслена живопис.